# اوسیانیکوفسکایا
اوسیانیکوفسکایا (به لاتین: Ovsyannikovskaya) یک منطقهٔ مسکونی در روسیه است که در استان آرخانگلسک واقع شده‌است.